# Paula Mora
Maria Paula Franco Pereira Mora Roriz (Lisboa, 27 de dezembro de 1956), mestre em Psicologia, é uma actriz portuguesa, conhecida por interpretar a personagem Joaninha em Duarte e Companhia.

## Biografia
Licenciada e Mestre em psicologia pela Universidade Autónoma de Lisboa, iniciou a sua carreira de atriz no Teatro do Nosso Tempo (TNT). Pertence ao elenco do Teatro Nacional D. Maria II e participa em diversas séries televisivas e telenovelas. Em 2003 estreou-se no cinema com o filme Os Imortais de António-Pedro Vasconcelos, em que é nomeada para os Globos de Ouro, na categoria Melhor Actriz/Cinema.
É filha do cirurgião Eduardo Mora e da pintora Fernanda Franco Ferreira.

## Teatro
- A Volta do Camaleão Alface (1985) como Miuda
- Cenas da vida conjugal
- Passa Por Mim No Rossio

## Séries
- Duarte & C.a (1985) como Joaninha
- Crónica do tempo (1992)
- O Grande Irã
- Os Polícias
- Os Jornalistas (1999) como Helena
- Residencial Tejo
- Querido Professor
- Crianças SOS
- Olá Pai
- Batom (1988)
- Regresso a Sizalinda (2006)
- Pai à força (2008)
- Conta-me como foi (2008)
- Maternidade (2010)
- Velhos Amigos (2011) (episódio "as eleições")
- Mulheres de Abril (2014) como Luisa

## Telefilmes
- Les Foudres de Bachus (Operation O.P.E.N), Realizado por Roger Pigault, coproduções da RTP e RTF
- La Madonne Noir, Realizado por Rogério Ceitil, coproduções da RTP e RTF
- Jogo da Glória (2002), Realizado por Fernando Venderel, Produção SIC, como Julieta

## Telenovelas
- Os Lobos (1998) como Salomé Lobo
- Tudo por Amor (2002) como Isabel Morais
- Coração Malandro (2003) como Ana Alvim
- Mundo Meu (2005) como Catarina
- Vingança (2007) como Matilde Semedo
- Morangos com Açúcar (2008) como Luísa Andrade
- Laços de Sangue (2010) como Maria do Céu
- Rosa Fogo (2012)

## Cinema
- Os Imortais (2003) como Filó[4]